# Östra Genastorp
Östra Genastorp är en småort i Osby socken i Osby kommun i Skåne län.
Östra Genastorp ligger vid Helge å, utmed en sträcka, där ån var mycket ström tills den reglerades 1969. Då grävdes en 1,5 kilometer lång kanal för vattnet omedelbart väster om byn och samtidigt byggdes Genastorps kraftverk, varefter den gamla åfåran, på en fem kilometers sträcka, blev en torrfåra, utom tillfälligt vintertid då man släpper vatten vid särskilt starka vattenflöden i ån.
Helge å omedelbart nedströms Osbysjön gav under 1800-talet och senare vattenkraft till ett antal industrier, bland andra Strömsborgs ullspinneri, Skånska Kiselgur AB, Manufakturverket Göta bruk och mjölkvarnen Östra Genastorps kvarn.
Strax norr om den tidigare landsvägsbron över Helge å, Hönjabron, ligger Hönjarums skans, som anlades av svenskarna under Skånska kriget.

## Befolkningsutveckling
| Befolkningsutvecklingen i Östra Genastorp 1990–2015 | Befolkningsutvecklingen i Östra Genastorp 1990–2015 | Befolkningsutvecklingen i Östra Genastorp 1990–2015 | Befolkningsutvecklingen i Östra Genastorp 1990–2015 | Befolkningsutvecklingen i Östra Genastorp 1990–2015 |
| --------------------------------------------------- | --------------------------------------------------- | --------------------------------------------------- | --------------------------------------------------- | --------------------------------------------------- |
|                                                     |                                                     |                                                     |                                                     |                                                     |
| År                                                  |                                                     |                                                     | Folkmängd                                           | Areal (ha)                                          |
| 1990                                                | 1990                                                |                                                     | 76                                                  | 26                                                  |
| 1995                                                | 1995                                                |                                                     | 83                                                  | 25                                                  |
| 2000                                                | 2000                                                |                                                     | 88                                                  | 25                                                  |
| 2005                                                | 2005                                                |                                                     | 83                                                  | 25                                                  |
| 2010                                                | 2010                                                |                                                     | 84                                                  | 28                                                  |
| 2015                                                | 2015                                                |                                                     | 79                                                  | 38                                                  |
|                                                     |                                                     |                                                     |                                                     |                                                     |